# Mark convertible de Bosnie-Herzégovine
Pour les articles homonymes, voir Mark (monnaie).
Le mark convertible (en serbo-croate Konvertibilna marka/Конвертибилна марка ; symbole : MK en alphabet latin, МК en alphabet cyrillique ; code ISO 4217 : BAM) est l'unité monétaire de la Bosnie-Herzégovine depuis 1998.
Il a remplacé le dinar de Bosnie-Herzégovine et le dinar de la république serbe de Bosnie, peu après la fin de la guerre de Bosnie-Herzégovine, au taux de 100 dinars pour 1 mark.
À ses débuts, du fait de l'hyperinflation qui affectait le cours du dinar yougoslave, la monnaie allemande de l'époque, le deutschemark, était utilisée localement comme monnaie de facto, mais les autorités des Nations unies qui administraient la Bosnie-Herzégovine, avant que l'Allemagne ne passe à l'euro, ont fait changer son nom et ses billets qui sont devenus Konvertibilna marka ou mark convertible en français. La valeur du mark convertible est exactement celle qui a été fixée pour la conversion de l'ancien deutschemark à l'euro. Il est divisible en 100 feninga (pfeniga/пфенига ou feninga/фенинга ; au singulier pfenig/пфениг ou fening/фенинг).
Les pièces de monnaie comprennent des modules de 5, 10, 20 et 50 feninga en acier plaqué de cuivre, de 1 MK en acier plaqué de nickel et 2 MK bimétalliques cupronickel et laiton.
Les billets de banque sont imprimés en France par l'entreprise Oberthur Fiduciaire. Les premiers billets ont été lancés en 1998 et proposent deux séries, l'une avec des motifs relatifs aux bosniaques, l'autre aux serbes de Bosnie.
Actuellement, avec la série datée 2012, on trouve en circulation des coupures de 10, 20, 50, 100 et 200 MK.